# Àcid eritòrbic

Estructura

L'àcid eritòrbic, en anglès:Erythorbic acid, anteriorment conegut com a àcid isoascòrbic i D-àcid araboascòrbic, és un estereoisòmer de l'àcid ascòrbic (vitamina C). És un additiu alimentari que s'obté dels vegetals i es produeix a partir de la sacarosa. El seu Codi E és l'E315, i es fa servir molt com antioxidant en aliments processats.
Un estudi científic mostra que l’àcid eritòrbic potencia l’absorció de ferro nonheme quan aquest es pren en forma de fàrmac.
Com que als Estats Units està prohibit l’ús de sulfits com a conservant en aliments que es consumeixen en estat cru, l’ús de l’àcid eritòrbic ha augmentat. També es fa servir com conservants en carns curades i vegetals congelats.